# Nina Østergaard Borris
Nina Østergaard Borris (født 1982 eller 1983) er en dansk erhvervskvinde, der siden 2022 har været  direktør for United Shipping & Trading Company, hvor hun erstattede sin far Torben Østergaard-Nielsen. Udover at være direktør for virksomheden, ejer hun en tredjedel af virksomheden sammen med sin far og sin søster. Hun havde inden da været medlem af virksomhedens direktion siden 2020. Hun har uddannelser fra Aarhus Universitet, Harvard University, London School of Economics og CBS.